# Посматрање
Посматрање или опсервација је основни метод сваке науке; састоји се у планском и објективном опажању, регистровању и тумачењу појава и догађаја који су директно или индиректно доступни једном или већем броју посматрача. Циљ посматрања може бити да се опишу карактеристике и утврде законитости понашања, али може бити, на основу манифестног понашања, и закључивање о унутрашњим диспозицијама које стоје иза видљивог понашања. Постоји више врста посматрања: натуралистичко посматрање и посматрање уз помоћ инструмената; пригодно и систематско посматрање; структурисано и неструктурисано посматрање, посматрање са учешћем и сл.

## Наука
Научни метод захтева посматрања природних феномена да би се формулисале и тестирале хипотезе. Оно се састоји од низа корака.
1. Поставите питање о природном феномену
2. Направите запажања о феномену
3. Формулишите хипотезу која условно одговара на питање
4. Предвидите логичне, уочљиве последице хипотезе које још нису истражене
5. Тестирајте предвиђања хипотезе експериментом, опсервацијском студијом, студијом на терену или симулацијом
6. Извуците закључак из података прикупљених у експерименту, или ревидирајте хипотезу или формирајте нову и поновите процес
7. Напишите дескриптивну методу посматрања и резултате или закључке до којих се дошло
8. Нека вршњаци са искуством у истраживању истог феномена процене резултате

Запажања играју улогу у другом и петом кораку научног метода. Међутим, потреба за поновљивошћу захтева да запажања различитих посматрача могу бити упоредива. Људски чулни утисци су субјективни и квалитативни, што их чини тешким за бележење или упоређивање. Употреба мерења је развијена да би се омогућило снимање и поређење запажања различитих људи у различитим временима и на различитим местима. Мерење се састоји од коришћења посматрања за упоређивање феномена који се посматра са стандардном јединицом. Стандардна јединица може бити артефакт, процес или дефиниција коју сви посматрачи могу дуплирати или делити. У мерењу се рачуна број стандардних јединица који је једнак посматрању. Мерење своди посматрање на број који се може снимити, а два запажања која резултирају истим бројем једнака су у оквиру резолуције процеса.

## Парадокси
У неким специфичним областима науке резултати посматрања се разликују у зависности од фактора који нису битни у свакодневном посматрању. Они су обично илустровани „парадоксима“ у којима се догађај чини другачијим када се посматра са две различите тачке гледишта, и чини се да крши „здрав разум“.
- Релативност: У релативистичкој физици која се бави брзинама блиским брзини светлости, откривено је да различити посматрачи могу уочити различите вредности за дужину, временске стопе, масу и многа друга својства објекта, у зависности од брзине посматрача у односу на објекат. На пример, у парадоксу близанаца један близанац одлази на пут близу брзине светлости и долази кући млађи од близанца који је остао код куће. Ово није парадокс: време пролази спорије када се мери из оквира који се креће у односу на објекат. У релативистичкој физици, посматрање увек мора бити квалификовано специфицирањем стања кретања посматрача, његовог референтног оквира.
- Квантна механика: У квантној механици, која се бави понашањем веома малих објеката, те није могуће посматрати систем без промене система, а „посматрач“ се мора сматрати делом система који се посматра. У изолацији, квантни објекти су представљени таласном функцијом која често постоји у суперпозицији или мешавини различитих стања. Међутим, када се врши посматрање да би се утврдила стварна локација или стање објекта, оно увек пронађе објекат у једном стању, а не у „мешавини“. Чини се да интеракција процеса посматрања „колапсира” таласну функцију у једно стање. Дакле, свака интеракција између изоловане таласне функције и спољашњег света која резултира колапсом ове таласне функције назива се посматрањем или мерењем, без обзира да ли је део процеса намерног посматрања или не.

## Biases
Људска чула не функционишу као видео камкордер, непристрасно бележећи сва запажања. Људска перцепција настаје сложеним, несвесним процесом апстракције, у којем се уочавају и памте поједини детаљи пристиглих чулних података, а остали заборављају. Шта се чува, а шта баца зависи од унутрашњег модела или репрезентације света, коју психолози називају шемом, која се гради током читавог нашег живота. Подаци се уклапају у ову шему. Касније, када се догађаји упамте, празнине у памћењу могу чак бити попуњене „вероватним” подацима које ум прави да би се уклопили у модел; ово се зове реконструктивно памћење. Колико је пажње посвећено различитим перципираним подацима зависи од унутрашњег система вредности, који процењује колико је он важан за појединца. Тако две особе могу да виде исти догађај и да имају потпуно различите перцепције о њему, чак и да се не слажу око једноставних чињеница. Због тога је сведочење очевидаца ноторно непоуздано.

### Пристрасност потврда
Људска запажања су пристрасна ка потврђивању посматрачевих свесних и несвесних очекивања и погледа на свет; ми „видимо оно што очекујемо да видимо“. У психологији се то назива пристрасност потврђивања. Пошто је предмет научног истраживања откривање нових феномена, ова пристрасност може и јесте проузроковала да се нова открића превиде; један пример је откриће рендгенских зрака. То такође може резултирати погрешном научном подршком за широко распрострањене културне митове, с друге стране, као у научном расизму који је подржавао идеје о расној супериорности почетком 20. века. Исправна научна техника наглашава пажљиво бележење запажања, одвајање експерименталних запажања од закључака који се из њих изводе, и технике као што су слепи или двоструко слепи експерименти, како би се минимизовала пристрасност посматрања.